# Bryologische Zeitschrift
Bryologische Zeitschrift (abreviado Bryol. Z.) fue una revista con ilustraciones y descripciones botánicas que fue en editada en Berlín. Se publicaron 6 números en los años 1916-17.